# Danh sách đô thị tại Santa Cruz de Tenerife

Bản đồ đô thị của tỉnh

Đây là danh sách các đô thị ở tỉnh Santa Cruz de Tenerife thuộc cộng đồng tự trị Quần đảo Canary, Tây Ban Nha.
| Tên                        | Dân số (2002) | Đảo       |
| Adeje                      | 25.341        | Tenerife  |
| Agulo                      | 1.136         | La Gomera |
| Alajeró                    | 1.533         | La Gomera |
| Arafo                      | 5.156         | Tenerife  |
| Arico                      | 6.653         | Tenerife  |
| Arona                      | 52.572        | Tenerife  |
| Barlovento                 | 2.378         | La Palma  |
| Breña Alta                 | 6.396         | La Palma  |
| Breña Baja                 | 4.113         | La Palma  |
| Buenavista del Norte       | 5.413         | Tenerife  |
| Candelaria                 | 15.980        | Tenerife  |
| Fasnia                     | 2.590         | Tenerife  |
| Frontera                   | 5.359         | El Hierro |
| Fuencaliente de la Palma   | 1.801         | La Palma  |
| Garachico                  | 5.742         | Tenerife  |
| Garafía                    | 2.002         | La Palma  |
| Granadilla de Abona        | 27.244        | Tenerife  |
| La Guancha                 | 5.294         | Tenerife  |
| Guía de Isora              | 16.320        | Tenerife  |
| Güímar                     | 15.920        | Tenerife  |
| Hermigua                   | 2.151         | La Gomera |
| Icod de los Vinos          | 21.803        | Tenerife  |
| Los Llanos de Aridane      | 20.238        | La Palma  |
| La Matanza de Acentejo     | 7.378         | Tenerife  |
| La Orotava                 | 39.095        | Tenerife  |
| El Paso                    | 7.438         | La Palma  |
| Puerto de la Cruz          | 30.466        | Tenerife  |
| Puntagorda                 | 1.823         | La Palma  |
| Puntallana                 | 2.308         | La Palma  |
| Los Realejos               | 35.299        | Tenerife  |
| El Rosario                 | 13.718        | Tenerife  |
| San Andrés y Sauces        | 5.226         | La Palma  |
| San Cristóbal de La Laguna | 135.004       | Tenerife  |
| San Juan de la Rambla      | 4.938         | Tenerife  |
| San Miguel de Abona        | 9.174         | Tenerife  |
| San Sebastián de la Gomera | 7.138         | La Gomera |
| Santa Cruz de la Palma     | 18.228        | La Palma  |
| Santa Cruz de Tenerife     | 217.415       | Tenerife  |
| Santa Ursula               | 11.571        | Tenerife  |
| Santiago del Teide         | 10.113        | Tenerife  |
| El Sauzal                  | 8.006         | Tenerife  |
| Los Silos                  | 5.426         | Tenerife  |
| Tacoronte                  | 21.442        | Tenerife  |
| El Tanque                  | 3.254         | Tenerife  |
| Tazacorte                  | 6.108         | La Palma  |
| Tegueste                   | 9.816         | Tenerife  |
| Tijarafe                   | 2.765         | La Palma  |
| Valverde                   | 4.643         | El Hierro |
| Valle Gran Rey             | 4.228         | La Gomera |
| Vallehermoso               | 2.912         | La Gomera |
| La Victoria de Acentejo    | 8.152         | Tenerife  |
| Vilaflor                   | 1.776         | Tenerife  |
| Villa de Mazo              | 4.723         | La Palma  |